# Łukasziwka (hromada Czornobaj)
Łukasziwka (ukr. Лукашівка) – wieś na Ukrainie, w obwodzie czerkaskim, w rejonie złotonoskim, w hromadzie Czornobaj. W 2001 liczyła 949 mieszkańców, spośród których 924 wskazało jako ojczysty język ukraiński, 23 rosyjski, a 2 mołdawski.